# Хотел Битољ
Хотел Битољ је стари хотел који се налазио у Београду, у Карађорђевој улици, близу Железничке станице. Био је веома мали хотел, смештен у једноспратној кући.

## О хотелу
Хотел је саграђен у 19. веку на узаном простору до улици. Лети је имао башту са столовима. Хотел је више личио на гостионицу са собама, био је категорисан у трећу класу. Обзиром на локацију где се налазио био је посећен и коришћен за преноћиште. Важио је за миран хотел у којем се нису дешавали никакви екцеси. Хотел је срушен почетком новог миленијума.

### Власници хотела
Од 1912. године до 1922. године власник је био Атанасије Георгијевић, а закупац хотела Никола Матић. Средином 1922. године власник је био Лазар Георгијевић, наследник Атанасија, и он нешто касније, тридесетих година 20.века продаје хотел Димитрију Миловановићу, који је до рушења био његов власник.